# ماسری
ماسری (به لاتین: Masari) یک منطقهٔ مسکونی در قبرس شمالی است که در ناحیه گوزل‌یورت واقع شده‌است. ماسری ۱۸۹ نفر جمعیت دارد.